# 永田丈晶
永田 丈晶（ながた じょうすけ、1997年12月11日 -)は、日本のプロボクサー。第59代・第61代日本フライ級王者。協栄ボクシングジム所属。熊本県熊本市出身。入場曲は、THE BLUE HEARTSの『TRAIN-TRAIN』

## 人物
熊本工業高校卒業後、中央大学に進学。なお熊本工業高校時代、国体で少年ライトフライ級の部で優勝経験がある。
2020年、中央大学卒業後、就職して一度ボクシングを引退するが、周囲の選手がプロに進んでいる姿を見て求人広告会社に働きながらプロボクサーになる。
2023年3月、結婚。

## 来歴
2021年6月21日のプロデビュー戦は判定勝ち。
そして2023年4月1日、後楽園ホールにて行われた「WHO'S NEXT DYNAMIC GLOVE on U-NEXT」のメインで日本フライ級1位山内涼太と日本フライ級王座決定戦を行い、10回3-0(96-94×3)判定勝ちで日本王座獲得。
2023年7月1日、後楽園ホールにて行われた「WHO'S NEXT DYNAMIC GLOVE on U-NEXT Vol.4」のセミファイナルで飯村樹輝弥と日本フライ級タイトルマッチを行い、10回0-2(94-96×2、95-95×1)判定負けで日本王座陥落。
2023年12月12日、後楽園ホールにて行われた「ダイヤモンドグローブ」のセミファイナルで羅成好と対戦するも、8回1-2（79-73、75-77×2）の判定負けで再起ならず。
2024年4月5日、後楽園ホールにて行われた「ザ・グレイテストボクシング vol.46」のメインイベントで日本フライ級9位の大保龍斗と対戦し、8回3-0（79-73×2、77-75）の判定勝ちで再起と連敗脱出に成功した。
2024年12月8日、神戸芸術センターにて行われた「第71回千里馬スーパーファイト」で日本フライ級1位の小坂駿と日本フライ級最強挑戦者決定戦を行い、8回2-0（80-72、76-76、77-75）判定勝ちを収め日本王座挑戦権を獲得した。
2025年4月8日、後楽園ホールで日本フライ級2位の山内涼太と日本同級王座決定戦で再戦し、10回2-0（97-93、96-94、95-95）の判定勝ちを収め王座返り咲きに成功した。
2025年8月12日、後楽園ホールで元日本フライ級ユース王者で日本同級1位の野上翔と日本同級タイトルマッチを行うも、10回0-2（95-95、94-96、92-98）の判定負けを喫し初防衛に失敗、王座から陥落した。

## 戦績
- アマチュア - 58戦30勝28敗
- プロ - 11戦8勝3敗

| 戦           | 日付           | 勝敗 | 時間 | 内容    | 対戦相手                 | 国籍 | 備考                         |
| ------------ | -------------- | ---- | ---- | ------- | ------------------------ | ---- | ---------------------------- |
| 1            | 2021年6月21日  | ☆    | 6R   | 判定3-0 | 鶴海高士（寝屋川石田）   | 日本 | プロデビュー戦               |
| 2            | 2021年11月28日 | ☆    | 6R   | 判定2-1 | 川崎智輝（SUN-RISE）     | 日本 |                              |
| 3            | 2022年4月17日  | ☆    | 8R   | 判定2-1 | 峯佑輔（六島）           | 日本 |                              |
| 4            | 2022年10月11日 | ☆    | 8R   | 判定3-0 | 中嶋憂輝（角海老宝石）   | 日本 |                              |
| 5            | 2023年4月1日   | ☆    | 10R  | 判定3-0 | 山内涼太（角海老宝石）   | 日本 | 日本フライ級王座決定戦       |
| 6            | 2023年7月1日   | ★    | 10R  | 判定0-2 | 飯村樹輝弥（角海老宝石） | 日本 | 日本王座陥落                 |
| 7            | 2023年12月12日 | ★    | 8R   | 判定1-2 | 羅成好                   | 中国 |                              |
| 8            | 2024年4月5日   | ☆    | 8R   | 判定3-0 | 大保龍斗（横浜さくら）   | 日本 |                              |
| 9            | 2024年12月8日  | ☆    | 8R   | 判定2-0 | 小坂駿（SUN-RIZE）       | 日本 | 日本フライ級最強挑戦者決定戦 |
| 10           | 2025年4月8日   | ☆    | 10R  | 判定2-0 | 山内涼太（角海老宝石）   | 日本 | 日本フライ級王座決定戦       |
| 11           | 2025年8月12日  | ★    | 10R  | 判定0-2 | 野上翔（RK蒲田）         | 日本 | 日本王座陥落                 |
| テンプレート |                |      |      |         |                          |      |                              |

## 獲得タイトル

### アマチュア
- 第70回国民体育大会少年の部ライトフライ級優勝

### プロ
- 第59代日本フライ級王座（防衛0）
- 第61代日本フライ級王座（防衛0）